# Viborgs län (slottslän)

Slottslän i Finland 1595-1634.

Viborgs län (finska: Viipurin linnaääni) var ett svenskt slottslän i Finland från medeltiden fram till Axel Oxenstiernas länsreform 1634. Residensstad var Viborg.
Hela svenska Karelen och Savolax ingick i länet. Fram till 1500-talets början ingick även Kymmenedalen och Östra Nyland, som bildade Borgå län.
Länet upphörde 1634 och uppgick i Viborgs och Nyslotts län.

## Indelningar
- Lappvesi härad[2]
  - Veckelax socken
  - Vederlax socken
  - Säkkijärvi socken
  - Lappvesi socken
  - Taipale socken
- Äyräpää härad[2]
  - Viborgs socken
  - Björkö socken
  - Nykyrka socken
  - Hantula socken
  - Mola socken
  - Jäskis socken